# Henosi
Henosi (grec antic, ἕνωσις) és la paraula grega clàssica per «unitat mística», «unió» o «unitat». En el platonisme, i especialment el neoplatonisme, l'objectiu de l'henosi és unió amb el que és fonamental en la realitat: l'Un (Τó Ἕν), la Font o la Mònada (μονάς). El concepte neoplatònic té precedents en les religions del misteri grec, així com paral·lels en la filosofia oriental. Es desenvolupa a més en el Corpus Hermeticum, en teologia cristiana, alevisme, soteriologia i misticisme, i és un factor important en el desenvolupament històric del monoteisme durant l'Antiguitat tardana.

## Etimologia
El terme és relativament comú en els textos clàssics, i té el significat de «unió» o «unitat».

## Procés d'unificació
Henosi, o unitat primordial, és racional i determinista, provocant-se de l'indetermisme d'una causa no causada. Cada individu és com un microcosmos que reflecteix l'ordenació gradual de l'univers, anomenat macrocosmos. En la imitació del demiürg (δημιουργός) o nous (νοῦς, ment divina), un s'uneix amb l'Un o Mònada. Així, el procés d'unificació, de «l'ésser» i «l'Un», es diu «henosi», la culminació del qual és l'apotheosis (ἀποθέωσις, deificació).

## Plotí
Henosi per a Plotí (205-270) es va definir en les seves obres com una reversió del procés ontològic de la consciència a través de la meditació (en la ment occidental a la no-contemplació) cap a cap pensament (nous o demiürg) i cap divisió (díada) dins l'individu (ésser). Tal com s'especifica en els escrits de Plotí sobre Henologia, es pot arribar a una tabula rasa, un estat en blanc on l'individu pot agafar o fusionar-se amb l'Un. Aquesta simplicitat absoluta significa que els nous o la persona es dissolen i s'absorbeixen completament de nou a la Mònada.
Dins de les Ennèades de Ploti, la Mònada es pot referir com a Bé per sobre del demiürg. La Mònada o dunamis (força) és d'una expressió singular (la voluntat o el que és bo), tot està contingut a la Mònada i la Mònada és tot (panteisme). Tota divisió es reconcilia en l'Un, l'etapa final abans d'arribar a la singularitat, anomenada «dualitat» (díada), està completament reconciliada a la Mònada, Font o Un (vegeu monisme). Com l'Un, la Font o la substància de totes les coses, la Mònada abasta tot. Com a infinit i indeterminat, tots es reconcilien en el dunamis o en un altre. És el demiürg o segona emanació que és els nous en Plotí. És el demiürg (creador, acció, energia) o nous que «percep» i, per tant, provoca que la força (potencial o Un) es manifesti com a energia, o la díada anomenada món material. El nous com ésser, ésser i la percepció (intel·lecte) es manifesten el que s'anomena ànima (anima mundi).
Plotí pronuncia els seus ensenyaments per conciliar no només Plató amb Aristòtil, sinó també amb diverses religions del món amb les quals va tenir contacte personal durant els seus diversos viatges. Les obres de Plotí tenen un caràcter ascètic perquè rebutgen la matèria com una il·lusió (inexistent). La matèria va ser estrictament tractada com immanent, amb matèria tan essencial per a la seva essència, sense tenir cap caràcter o essència veritable o transcendental, essència o ousia. Aquest enfocament s'anomena idealisme filosòfic.

## Iàmblic de Calcis
Dins de les obres d'Iàmblic de Calcis (c. 245 - 325), l'Un i la reconciliació de la divisió es poden obtenir a través del procés de la teúrgia (θεουργία). En imitar el demiurg, l'individu es torna al cosmos (κόσμος) per implementar la voluntat de la ment divina. Es passa per una sèrie de teúrgia o rituals que uneixen l'iniciat amb la Mònada. Aquests rituals imiten l'ordenament del caos de l'Univers al món material o al cosmos. També imiten les accions del demiürg com a creador del món material. Iàmblic va utilitzar els rituals de les religions del misteri per realitzar rituals sobre l'individu per unir la seva persona exterior i interior. Així, un sense conflicte intern o extern s'uneix (henosi) i és converteix en l'Un.

## Cristianisme Ortodox Oriental
En el cristianisme ortodox oriental, però també en el misticisme occidental, l'henosi es pot adquirir per theoria (θεωρία), hesicasme (ἡσυχασμός), i oracions contemplatives. Tanmateix, el concepte de theosi (θέωσις) o deificació difereix de l'henosi, ja que els éssers creats no poden convertir-se en Déu en la seva essència transcendent, o ousia (οὐσία).